# Meurtres de Louisa Vesterager Jespersen et Maren Ueland
Le 17 décembre 2018, les corps de Louisa Vesterager Jespersen, une Danoise de 24 ans, et de Maren Ueland, une Norvégienne de 28 ans, ont été retrouvés décapités dans les contreforts du mont Toubkal, près du village d'Imlil dans les montagnes de l'Atlas au Maroc.
18 hommes ont été arrêtés par la police marocaine dans le cadre de cette affaire où les meurtres ont été qualifiés d'acte terroriste par le procureur général marocain après la diffusion sur internet de vidéos montrant certains des suspects jurant allégeance à l'État islamique.

## Contexte
Louisa Vesterager Jespersen (née en 1994) et Maren Ueland (née en 1990) ont étudié à l'Universitetet i Sørøst-Norge (no), où elles ont étudié les loisirs de plein air et la nature. Le couple arrive au Maroc le 9 décembre 2018 comme touristes avec l'intention de faire du trekking et « acquérir de l’expérience », selon la mère de Jespersen. Les deux femmes sont arrivées pour la première fois à Marrakech avant de se rendre à Imlil, dans les montagnes de l'Atlas. Le village d'Imlil est populaire auprès des voyageurs comme base principale pour rejoindre le sommet du Toubkal, qui est le plus haut sommet d'Afrique du Nord.

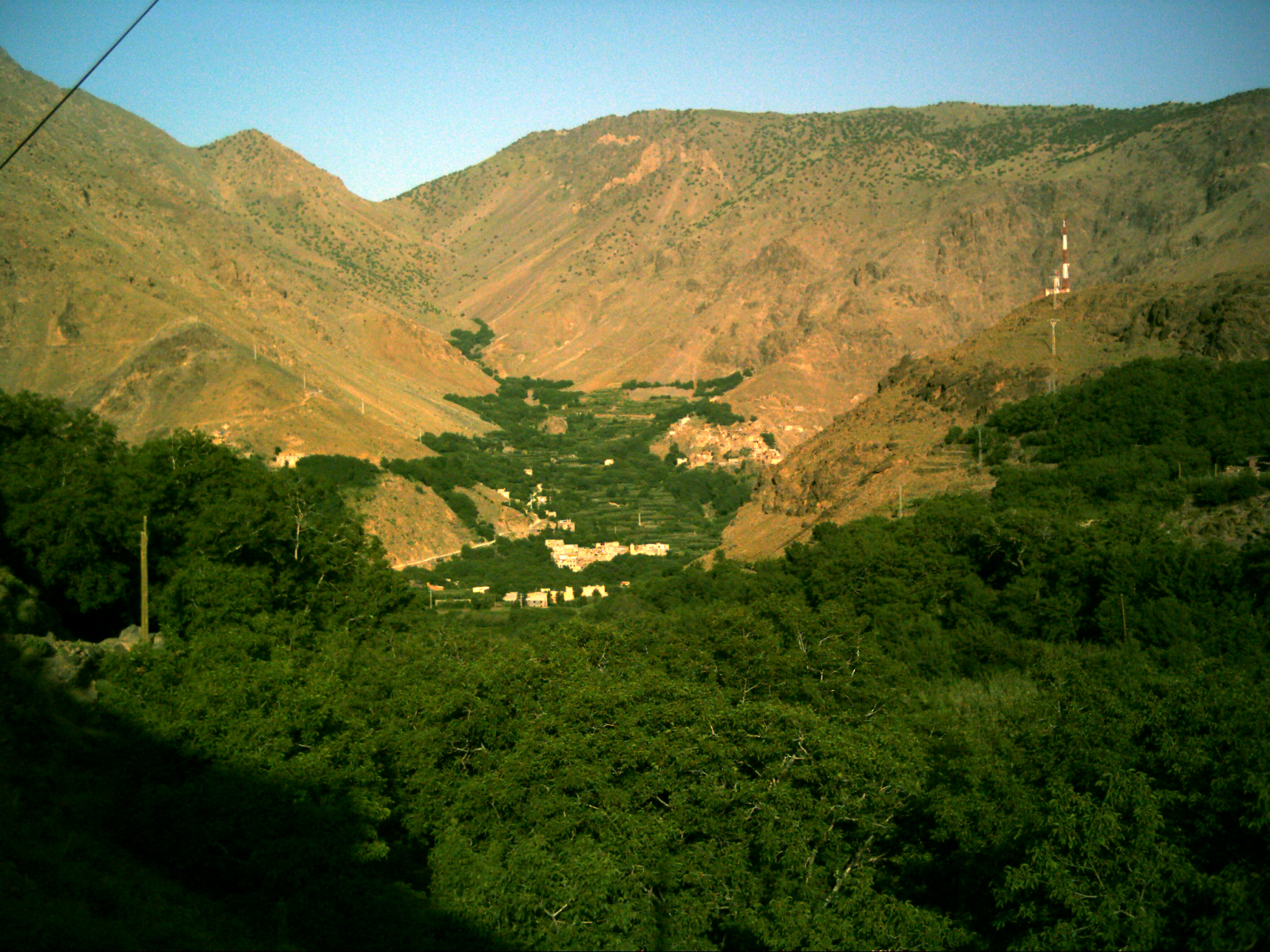
Le village d'Imlil et la vallée environnante

Avant les assassinats, quatre agresseurs avaient partagé une vidéo sur les médias sociaux, affirmant leur allégeance à l'État islamique et parlant de « destructions causées par les avions de guerre de l’alliance des Croisés ». Un des agresseurs a déclaré : « Continuez à combattre les ennemis d’Allah, où que vous soyez, vous n’avez aucune excuse et sachez que nous sommes vos partisans ... vous avez des alliés parmi nous. »
Selon Magnus Ranstorp, chercheur à l' Université suédoise de la défense (Försvarshögskolan), l'attaque de touristes n'est pas un phénomène nouveau et vise à déstabiliser le pays où de telles attaques ont lieu.  
Alors que le Maroc est généralement considéré comme une destination sûre pour les touristes depuis le dernier attentat terroriste, où, en 2011, 17 personnes ont été tuées par l'explosion d'une bombe dans un restaurant à Marrakech. Plus de 1 600 personnes ont quitté le Maroc pour rejoindre l'État islamique dans la guerre civile syrienne. Les autorités marocaines ont initialement ignoré les personnes qui avaient rejoint l’État islamique, mais elles ont ensuite compris qu'elles pourraient revenir pour commettre des actes terroristes au Maroc. En conséquence, le Bureau central d’enquêtes judiciaires (BCIJ) a été créé.
Selon un chercheur de l'Institut danois d'études internationales (DIIS), les autorités marocaines semblent bien maîtriser la situation djihadiste et coopèrent avec les autorités européennes et américaines. Les Marocains sont surreprésentés dans « la diaspora du terrorisme », c'est-à-dire le terrorisme qui a lieu en dehors des frontières du Maroc. Par exemple, deux Marocains étaient à l'origine de l'attaque du pont de Londres en 2017 un Marocain a été tué avec un véhicule à La Rambla lors des attaques terroristes de 2017 à Barcelone puis un autre homme a tué deux femmes lors de l'attaque de Turku en 2017.

## Meurtres et enquête
Le matin du 17 décembre 2018, deux randonneurs français découvrent les corps des victimes et leur tente près d'un sentier reliant Imlil au mont Toubkal. Un suspect, Abderrahim Khayali, a rapidement été appréhendé à la suite de l'attaque après que la police eut retrouvé une carte d'identité oubliée dans la tente. Ils ont également été filmés par la vidéosurveillance de la région. Trois autres suspects, Abdessamad Ejjoud, Rachid Afatti et Younes Ouaziyad, ont ensuite été appréhendés par la police alors qu'ils sont dans un bus à l'heure de pointe du matin dans la ville voisine de Marrakech. Les trois suspects ont été arrêtés en possession d'armes blanches. Abdessamad Ejjoud est supposé être le chef du groupe et les quatre hommes ont tourné une vidéo la semaine précédant les meurtres, où ils ont prêté allégeance à l'État islamique. 
Les assassins avaient accepté de commettre un acte terroriste envers les services de sécurité ou des touristes étrangers, avant de se rendre dans la région d’Imlil pour rechercher des étrangers et cibler les deux routards. Dans la vidéo des meurtres, on peut entendre les assaillants crier « ennemis d'Allah » et « vengeance de nos frères à Hajine ».
La police marocaine procède par la suite à l'arrestation de personnes soupçonnées d'avoir des liens avec les suspects.
Les dépouilles des victimes ont été transportées par avion à Copenhague le 21 décembre 2018. Les obsèques de Jespersen ont eu lieu à Ikast, au Danemark, le 12 janvier 2019, et celles d'Ueland le 21 janvier 2019 à Jaeren en Norvège,.

## Conséquences
Au Maroc, la nouvelle de l'attaque suscite l'indignation et la condamnation à grande échelle.  L'attaque a été largement couverte par la presse internationale. Les réactions dans les pays d'origine des victimes ont été un choc et une indignation. Une veillée publique aux flambeaux a eu lieu dans la ville natale de Mme Ueland, Bryne, pour soutenir sa famille et ses proches.  
Des veillées pour les victimes se sont tenues à Rabat dans les ambassades de Norvège et du Danemark, ainsi que des veillées à Marrakech et à Imlil. 
Deux vidéos, l'une illustrant le meurtre et l'autre montrant les suspects se filmant eux-mêmes faisant allégeance à État islamique, ont été publiées sur les réseaux sociaux. Les autorités marocaines et les agents du service national d'investigation criminelle de Norvège ont déclaré que les vidéos étaient authentiques.

## Condamnation
Le 18 juillet 2019, Abdessamad Ejjoud, Rachid Afatti et Younes Ouaziyad sont condamnés à mort pour l'assassinat des deux touristes scandinaves. Le verdict est confirmé par la cour d'appel de Salé le 30 octobre de la même année, puis par la Cour de cassation du Maroc en 2021.

### Suicide d’un des condamnés à mort
L’un des hommes condamnés à la peine capitale pour les meurtres d’Imlil, s’est pendu mardi 28 février 2023 dans sa cellule. Il était détenu à la prison locale d’Oujda.